# Die Wilden Kerle 2
Die Wilden Kerle 2 (Untertitel: Alles ist gut, solange du wild bist!) ist ein deutscher Kinderfilm aus dem Jahr 2005. Er ist die Fortsetzung von Die Wilden Kerle mit dem gleichen Untertitel. Die Handlung basiert grob auf dem 9. Band der Reihe, Joschka, die siebte Kavallerie.

## Handlung
Die „Wilden Kerle“ sind zu einer echten Mannschaft geworden. Sie spielen nun auch in einer Liga um die Meisterschaft mit.
Als besonderen Anreiz hat der DFB für den Meister ein Spiel gegen die Nationalmannschaft angesetzt.
Doch kurz vor dem entscheidenden Spiel gegen den letzten Konkurrenten SV 1906 bekommen die Wilden Kerle Probleme. Erst verreist ihr Trainer, dann verlangt der DFB, dass der Teufelstopf für das Spiel gegen die Nationalmannschaft den UEFA-Richtlinien entsprechen und deswegen umgebaut werden muss.
Leon beschließt darauf sich das nötige Geld von Maxis Vater zu leihen. Die Eintrittsgelder für das Spiel gegen die Nationalmannschaft würden den Kredit wieder einspielen. Doch Maxis Vater, der seinen Sohn lieber als seinen Nachfolger ausbilden möchte, hat Bedingungen: Sollten die Wilden Kerle nicht in der Lage sein, das Spiel gegen die Nationalmannschaft auszurichten, müssten die von ihm verhassten Kerle sich auflösen und außerdem in einen Bastelverein eintreten. Leon ist siegessicher und akzeptiert die Bedingung. Doch der Ärger fängt erst an: Als die Wilden Kerle in der Eisdiele von Leons und Marlons Vater den Umbau besprechen, taucht die Skatergang „Die Flammenmützen“ auf, welche die Kinderbuch-Hexe Staraja Riba verehren. Deren Anführer, Gonzo Gonzales, verliebt sich in Vanessa und flirtet mit ihr. Vanessa ist sichtlich davon geschmeichelt, das erste Mal in ihrem Leben als Frau wahrgenommen zu werden. Als die anderen Jungs sie deswegen auslachen, ist sie sehr verletzt und folgt den Flammenmützen zu deren Rückzugsort, der Nebelburg. Gonzo nimmt sie mit offenen Armen in die Gang auf.
Die Kerle wissen, dass Vanessa sehr wichtig für ihren Sieg gegen den SV 1906 ist, und versuchen sie zurückzuholen. So konfrontieren sie Vanessa einmal in der Nebelburg und später auf der Straße, und bedrohen sie. Doch Vanessa kommt nicht zurück. Bei einer Unterhaltung der Kerle merkt Leons und Marlons Vater an, dass Vanessa jetzt in ein Alter gekommen ist, wo im Umgang mit Mädchen andere Spielregeln gelten. Statt versuchen sie zu zwingen, sollen sie Vanessa verzaubern und ihr zeigen, dass sie wichtig für sie ist. Die Jungs verstehen das jedoch falsch und kommen auf die aberwitzige Idee, den dicken Michi als Talentsucher verkleidet in die Nebelburg zu schicken, um Vanessa an ihren Traum zu erinnern, als erste Frau in der Männernationalmannschaft zu spielen. Gonzo durchschaut jedoch die Verkleidung als DFB-Mann, weil Michi seine Hundeohren mit sich trägt. Vanessa ist schwer enttäuscht, und Leon muss sich am nächsten Tag von seinem Vater anhören wie destruktiv der Plan war. Dann schlägt er jedoch vor, einen Liebesbrief zu schreiben, und zwar einen ernst gemeinten. Leon ist jedoch immer noch wütend über Vanessas Verrat, und verabscheut den Gedanken den Liebesbrief zu schreiben. Er bestreitet, dass Vanessa ihn oder er Vanessa liebt, besonders, als er bei seinem nächsten Ausflug in die Nebelburg heimlich beobachtet, wie glücklich Vanessa und Gonzo miteinander sind.
Raban und Joschka bringen die Beziehungsratgeber von Rabans Mutter mit auf Camelot, damit die Kerle darin Inspiration für ihren Brief finden. Während des anschließenden Gespräches darüber merkt Leon schließlich, dass ihm nicht nur die Pässe von Vanessa fehlen – nein; er liebt sie. Als Leon den Brief in der Nebelburg abgibt, redet Gonzo Vanessa ein, dass dieser erlogen wäre und es den Wilden Kerlen nur um das Fußballspiel ginge. Obwohl Vanessa nach dem Täuschungsmanöver mit dem dicken Michi zweifelt, will sie Gonzo nicht glauben. Er gibt ihr daraufhin zu verstehen, dass, selbst wenn sie will, er sie nicht gehen lassen wird. Am Vorabend des Spiels lesen die Wilden Kerle auf Camelot das Kinderbuch über Staraja Riba und machen sich über sie lustig, als ein Unbekannter auftaucht und sie in Panik versetzt. Es ist Gonzo, der gekommen ist, um ihnen zu sagen, dass Vanessa nicht zu ihnen zurückkehrt, sondern am nächsten Tag nur zum Spiel kommt, um sie verlieren zu sehen. Er nimmt den schwarzen Fußball der Wilden Kerle mit und kehrt zur Nebelburg zurück. Dort sieht Vanessa, wie er den Ball vor einer Statue von Staraja Riba legt und in seinem Wahn verspricht, die acht Jungen zu opfern, wenn er dafür Vanessa kriegt. Diese erkennt, wo sie reingeraten ist.
Am nächsten Morgen ist der Tag des Spiels gegen den SV 1906. Die Kerle hoffen, auch ohne Vanessa erfolgreich sein zu können. Doch in der Kabine erwartet sie dann der nächste Schock. Die Trikots wurden von Gonzo geklaut. Die Kerle müssen das Spiel in Unterhosen bestreiten. Total verunsichert liegen die Kerle schnell hinten und kassieren in der ersten Halbzeit fünf Tore, was von Gonzo und seinen Sidekicks Pickels und Sexy James spöttisch kommentiert wird. Vanessa steht nur stumm daneben, Leon und sie tauschen stumm ihre Gedanken aus. Frustriert sind die Kerle in ihrer Kabine, wo sie ihre Zukunft in einem Bastelverein für Weihnachtsschmuck sehen. Doch dann taucht Vanessa auf und macht den Kerlen nicht nur Mut, sondern verpasst ihnen auch eine Kriegsbemalung. Die wilden Kerle sind wiedervereint, mit Vanessa spielen sie wie ausgewechselt in der zweiten Halbzeit. Sie erreichen die Wende im Spiel, gewinnen mit 6:5 und stehen als Meister fest. Jetzt kann das Spiel gegen die Nationalmannschaft kommen.
Als sie zu ihrem Stadion zurückkehren präsentiert Maxis Vater ihnen jedoch eine böse Überraschung: Gonzo und die Flammenmützen haben den inzwischen umgebauten Teufelstopf besetzt und zu einer Festung umfunktioniert. Nur wenn Vanessa zu ihm zurückkommt, ist Gonzo bereit, vor dem Spiel gegen die Nationalmannschaft abzuziehen. Doch Leon will sie nicht ziehen lassen, obwohl seine Freunde ihn dazu drängen, und damit bleibt der Teufelstopf belagert. Vanessa hat jedoch sofort die Idee, Gonzo mit seiner eigenen Realität zu schlagen. Die Wilden Kerle stellen einen Angriff von Staraja Ribas Armee, den Donnerschlag-Riesen, nach. Raban und Joschka haben sich als Staraja Riba verkleidet in den Teufelstopf geschlichen und drängen Gonzo dazu, eine Kapitulationserklärung zu unterschreiben und das Tor zu öffnen. Der Trick hat funktioniert. Gonzo und die Flammenmützen räumen den Teufelstopf. Anschließend kommt es zwischen Leon und Vanessa zum ersten Kuss. Das Spiel gegen die Nationalmannschaft kann danach wie geplant stattfinden. Die Wilden Kerle beginnen furios und gehen durch ein Tor von Leon schnell mit 1:0 in Führung, während die Flammenmützen, die nun als Freunde der wilden Kerle anwesend sind, sie anfeuern.

## Kritik
Lexikon des internationalen Films: Pfiffiger Kinderfilm, der aus dem natürlichen Entwicklungsprozess seiner Darsteller geschickt Kapital schlägt. Auch dramaturgisch weiß er mit den altersbedingten Konflikten klug umzugehen, selbst wenn die Sprache der Kinder mitunter aufgesetzt klingt und die Erwachsenenfiguren ziemlich blass ausfallen.
Die deutsche Film- und Medienbewertung FBW in Wiesbaden verlieh dem Film das Prädikat besonders wertvoll.

## Zusatzinformationen

### Unterschiede zur Buchvorlage
- Der Trainer der Wilden Kerle Willi spielt im Buch mit.
- Im Buch ist Sexy James die feste Freundin von Gonzo. Im Film hat Gonzo nur Augen für Vanessa.
- Am Ende des Films küssen sich Leon und Vanessa das erste Mal. Im Buch kommen sie allerdings nicht zusammen.
- Die Wilden Kerle Felix (gehört in den Büchern von Anfang an zur Gruppe) und Rocce (stößt im zweiten Buch dazu) werden wie bereits im ersten Film nicht erwähnt.
- Im Film finden sich auch einige Elemente aus dem Buch Felix, der Wirbelwind wieder: Die Szene, in welcher die Wilden Kerle in der Bank Geld für den Ausbau des Teufelstopfs "besorgen", entstammt diesem Band, jedoch ist es in der Vorlage Fabi, der auf diese Weise Geld für den Kauf von Trikots organisiert. Den Ausbau des Bolzplatzes zum Teufelstopf nimmt Willi vor, da sich die Jungen in diesem Buch selbst eine Satzung geben und sich somit von einer Gruppe kickender Kinder zu einer richtigen Fußballmannschaft entwickeln (wofür sie auch die genannten Trikots benötigen). Höhepunkt dieser Entwicklung ist ein Spiel gegen eine Jugendmannschaft des FC Bayern, im Film wird dieses Motiv als Spiel gegen eine Nachwuchs-Nationalmannschaft wiedergegeben. Das im Film dargestellte Spiel gegen den SV 1906 ist das einzige "reguläre" Fußballspiel welches in den Filmen gezeigt wird, da ab dem dritten Teil der Filmreihe auch phantastische Elemente aufgegriffen werden, die nur noch wenig mit den Vorlagen zu tun haben (hier nehmen der "normale" Spielbetrieb in der Liga und die Teilnahme an einem Hallenturnier deutlich zentralere Rollen ein).

### Änderung der Besetzung zum ersten Teil
- Die gesamte Familie Beck (Vater Rufus und Sohn Jonathan, sowie Tochter Sarah in einer Nebenrolle) stiegen aus. Während Jonathans Rolle von Konrad Baumann übernommen wurde, wurde Willi (Rufus Beck) herausgeschrieben.
- Constantin Gastmann (Fabi) wurde von den Verantwortlichen aus dem Team gestrichen, da er sich während des Drehs im Stimmbruch befand, und sie es für die Kerle noch nicht passend fanden.
- Jojo tritt im Film nicht auf. Anders als bei Willi (der im Urlaub ist) wird seine Abwesenheit auch nicht thematisiert.
- Deniz ist neu und der neue beste Freund von Leon; er hat quasi Fabis Rolle ohne Erklärung an das Publikum „übernommen“.